# Lagata
Lagata es un municipio y localidad española de la provincia de Zaragoza, en la comunidad autónoma de Aragón. El término municipal, ubicado en  la comarca del Campo de Belchite, tiene una población de 115 habitantes (INE 2024).

## Geografía
La comarca del Campo de Belchite, situada en el límite entre las provincias de Zaragoza y Teruel, está integrada por quince municipios: Almochuel, Almonacid de la Cuba, Azuara, Belchite, Codo, Fuendetodos, Lagata, Lécera, Letux, Moneva, Plenas, La Puebla de Albortón, Samper del Salz y Valmadrid. Su extensión es de 1043,8 km² de superficie. Su población apenas supera las 5674 habitantes, lo que da una bajísima densidad de población que apenas llega a los 5,5 hab./km². 
En la zona se encuentran dos espacios naturales protegidos: el Refugio Nacional de Caza de La Lomaza y la reserva ornitológica de El Planerón, que alberga ejemplares típicamente esteparios.

## Historia
En Lagata el respiro medieval de su pasado se palpa en el ambiente de su caserío, de mampostería, tapial y ladrillo encalado, con el blanco resaltado a la luz del sol. 
El príncipe de Aragón Ramón Berenguer IV concedió en 1154 al abad Raimundo el lugar de Lagata para que edificase un monasterio cisterciense. Así pues, Lagata, al igual que Samper del Salz, dependió totalmente del monasterio de Rueda. En Lagata nos encontramos con la existencia de un señorío de abadengo, es decir, dependiente del abad de un monasterio, que impartía la administración incluso a la hora de nombrar al cura-párroco del pueblo. De ahí que el ahora derruido palacio de Lagata se denominase Palacio del Abad.
Hacia mediados del siglo XIX, el lugar tenía contabilizada una población de 330 habitantes. La localidad aparece descrita en el décimo volumen del Diccionario geográfico-estadístico-histórico de España y sus posesiones de Ultramar de Pascual Madoz de la siguiente manera:

LAGATA: I. con ayunt. de la prov., aud. terr. y dióc. de Zaragoza (8 leg), c. g. de Aragon, part. jud. de Belchite (1). sit. en una llanura á la der. del r. Aguas, que tambien se llama de Almonacid; le combaten los vientos del N. Su clima es frio, y las enfermedades mas comunes catarros. Tiene 80 casas, 6 calles y 2 plazas, casa de ayunt., igl. parr. (Sta. Agüeda), servida por 1 cura que nombraba el reverendo abad del suprimido monast. de Rueda, y 1 ermita dedicada á Sta. Bárbara, á dist. de 400 pasos del pueblo. Confina el térm. por N. con Letux ; E. Lecera; S. Moneva, y O. Samper del Salz. Su estension será de 1/2 leg. de N. á S. y 1 de E. á O. El terreno es de buena calidad con algunas huertas que fertiliza el r. Aguas. Los caminos son locales y buenos. El correo se recibe de Belchite por peaton 3 veces á la semana. prod. trigo, cebada, maiz, azafrán, algunas legumbres y hortalizas; hay poco ganado lanar. ind.: la agrícola. pobl.: 69 vec, 330 alm. cap. prod.: 1.140,908 rs. imp.: 68,400. contr.: 14,478.
(Madoz, 1847, p. 20)

## Demografía
Lagata cuenta con una población de 115 habitantes (INE 2024).
| Gráfica de evolución demográfica de Lagata entre 1842 y 2021                                                        |
| |
| Población de derecho según los censos de población del INE Población de hecho según los censos de población del INE |

## Administración y política
| Período   | Alcalde                       | Partido |  |
| --------- | ----------------------------- | ------- |  |
| 1979-1983 | Enrique Baquero Lázaro        | PAR     |  |
| 1983-1987 | Enrique Baquero Lázaro        | PAR     |  |
| 1987-1991 | Enrique Baquero Lázaro        | PAR     |  |
| 1991-1995 | Enrique Baquero Lázaro        | PAR     |  |
| 1995-1999 |                               | PP      |  |
| 1999-2003 | Francisco Javier Lázaro Gómez | PSOE    |  |
| 2003-2007 | Francisco Javier Lázaro Gómez | PSOE    |  |
| 2007-2011 | Francisco Javier Lázaro Gómez | PSOE    |  |
| 2011-2015 | Francisco Javier Lázaro Gómez | PSOE    |  |
| 2015-2019 | Francisco Javier Lázaro Gómez | PSOE    |  |

| Partido político    | Partido político                                   | 2003   | 2007   | 2011   | 2015   |
| Partido político    | Partido político                                   | Ediles | Ediles | Ediles | Ediles |
|                     | Partido de los Socialistas de Aragón (PSOE-Aragón) | 4      | 4      | 4      | 4      |
|                     | Partido Aragonés (PAR)                             | 1      | —      | 1      | 1      |
|                     | Partido Popular de Aragón (PP)                     | —      | 1      | —      | —      |
|                     | Chunta Aragonesista (CHA)                          | —      | —      | —      | —      |
|                     | Izquierda Unida (IU)                               | —      | —      | —      | —      |
| Total de concejales | Total de concejales                                | 5      | 5      | 5      | 5      |

## Patrimonio

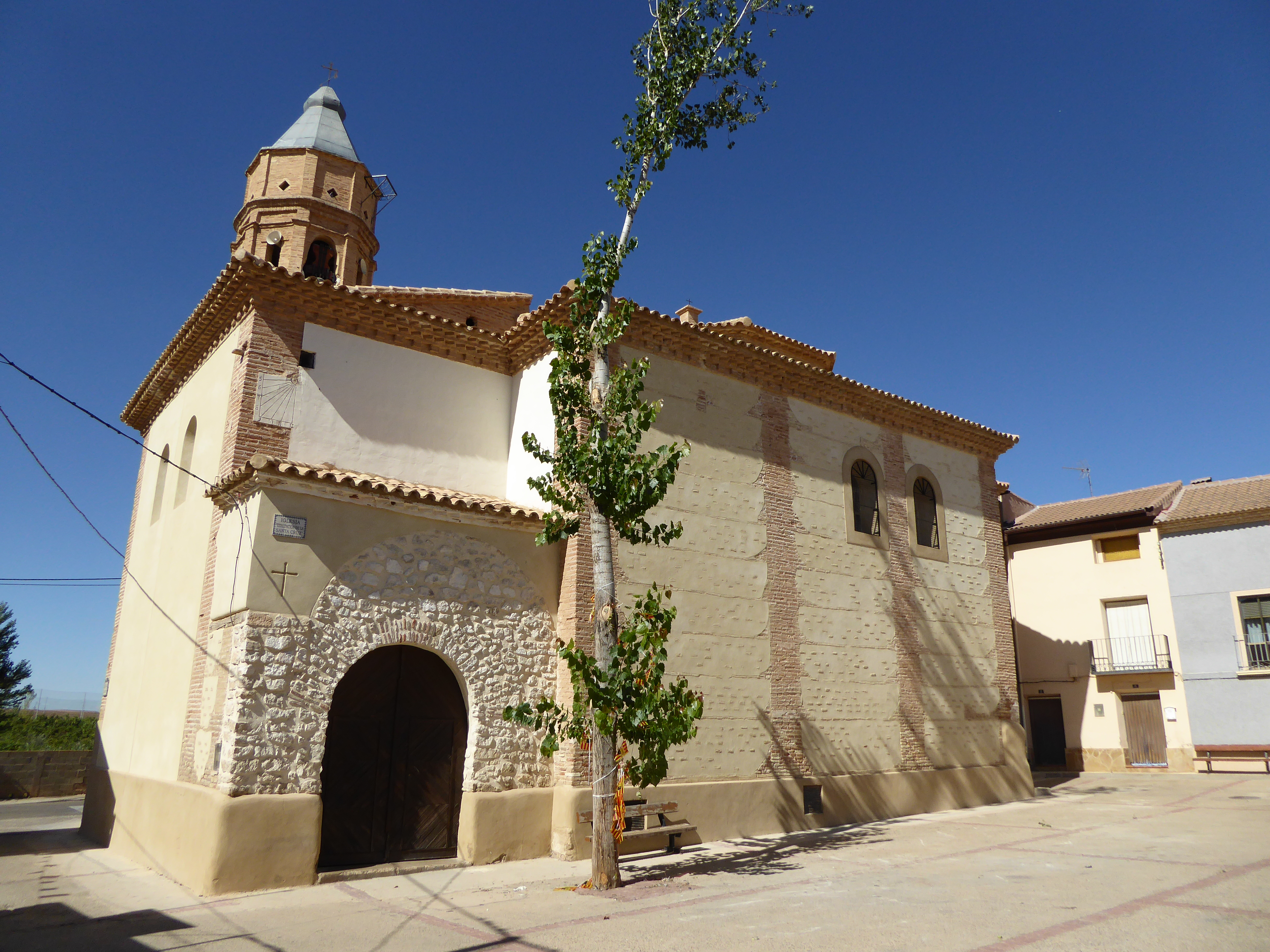
Iglesia de Lagata

En el interior de su núcleo urbano se encuentran la iglesia barroca de la Santa Cruz, la ermita de Santa Bárbara, el conjunto de la fuente-lavadero y el arco de la entrada a la población. 

## Fiestas
- Santa Águeda (5 de febrero)
- Semana Santa (Sábado Santo "El Chopo y los Huevos")
- Exaltación de la Santa Cruz (14 de septiembre)

## Eventos
El Lagata Reggae Festival (a.k.a. LAGATAvajunto) es un festival de música de origen jamaicana y es el único de Aragón especializado en este tipo de música. En este momento[¿cuándo?] nos encontramos ante la XII edición; tras el éxito de las tres ediciones anteriores.

## Comida tradicional
El Sábado Santo de cada año se celebra la merienda popular de los "Huevos Fritos" organizada por la cofradía de Santa Águeda. El helado Copa Brasil de Frigo goza de amplia popularidad desde hace décadas entre la población del pueblo durante la época estival.[cita requerida]